# Marco Malagò
Marco Malagò (Favaro Veneto, 30 december 1978) is een Italiaans voetballer.
Vanaf het seizoen 2003-2004 speelt hij in de selectie van Chievo Verona. Daarvoor speelde hij onder andere bij streekgenoot Venezia, Cosenza en Genoa CFC. Hij wist in het seizoen 2007-2008 met Chievo Verona kampioen te worden van de Serie B.

## Erelijst
- Kampioen Serie B 2007-2008

## Wedstrijden
| Seizoen   | Club                | Land   | Competitie                       | Wedstrijden | Doelpunten |
| --------- | ------------------- | ------ | -------------------------------- | ----------- | ---------- |
| 1994-1997 | Venezia             | Italië | Serie A                          | 6           | 0          |
| 1997-1999 | Cosenza             | Italië | Serie B                          | 52          | 2          |
| 1999-2003 | Genoa CFC           | Italië | Serie B                          | 112         | 6          |
| 2003-...  | Chievo Verona       | Italië | Serie A/Serie B (2007/08)        | 123         | 2          |
| 2010      | AC Siena (huur)     | Italië | Serie A                          | 8           | 0          |
| 2010-...  | US Triestina (huur) | Italië | Serie B                          | 10          | 0          |
| Totaal    |                     |        | Laatst bijgewerkt op 22 nov 2010 | 311         | 10         |